# Den engelske kirke
Den engelske kirke (engelsk: Church of England; forkortes CofE) er den officielle kirke i England og modergrenen i Den anglikanske kirke samt grundlæggende medlem i Porvoo-fællesskabet.
Kirkens overhoved er den britiske monark, mens ærkebiskoppen af Canterbury (p.t. Justin Welby) er den gejstlige leder.
Den engelske kirke anser sig for at være både reformeret (men ikke protestantisk) og katolsk (men ikke romersk-katolsk): Reformeret i den grad den har været påvirket af Reformationens principper og at den ikke anerkender pavelig autoritet; og katolsk for så vidt den regner sig som den ubrudte videreføring af den tidlige apostoliske og senere middelalderske kirke.
Den engelske kirke har en lovgivende forsamling kaldet Generalsynoden. Principielle lovgivninger må imidlertid gå gennem det britiske parlament. Kirken har også sin egen dømmende magt, de eklesiastiske domstole, der er en del af det britiske retssystem.
Den engelske kirke strækker sig udover England til Isle of Man og Kanaløerne.

## Stifter
Den engelske kirke har 44 stifter (dioceses). Der er to stifter, hvor overhovedet har titlen ærkebiskop: York og Canterbury. Disse omtales officielt som stifter og ikke ærkestifter (archdioceses); den gamle betegnelse bruges mest af historiske årsager, samt på grund af overhovedets titel.
I tabellen nedenfor angives hvornår stifterne blev hhv. oprettet og reformeret (ophørte med at være romersk-katolske stifter). En streg i kolonnen Reformeret angiver at stiftet blev oprettet efter reformationen. På grund af genindsættelsen af katolske biskopper under Maria Tudor er der i enkelte tilfælde opgivet to årstal for reformationen. 
| Stift                         | Oprettet | Reformeret | Sted                | Bemærkninger |
| Bath and Wells                | 909      | 1569       | Bath                | |
| Birmingham                    |          |            | Birmingham          | Der findes også et katolsk Birmingham stift                                                                                     |
| Blackburn                     |          |            | Blackburn           | |
| Bradford                      |          |            | Bradford            | nedlagt i 2014 |
| Bristol                       | 1542     | –          | Bristol             | Katolsk i perioden 1543–1558 |
| Canterbury                    | 597      | 1533/1559  | Canterbury          | |
| Carlisle                      |          |            | Carlisle            | |
| Chelmsford                    |          |            | Chelmsford          | |
| Chester                       | 1541     | –          | Chester             | Katolsk i perioden 1543–1558 |
| Chichester                    | 1082     | 1559       | Chichester          | |
| Coventry                      |          |            | Coventry            | |
| Derby                         |          |            | Derby               | |
| Durham                        | 635      | 1559       | Durham              | |
| Ely                           | 1109     | 1559       | Ely                 | |
| Exeter                        | 909      | 1559       | Exeter              | |
| Gibraltar i Europa            | 1980     | –          | Gibraltar           | Ansvar for medlemmer bosat i Gibraltar og Europa udenfor Storbritannien samt Marokko, Tyrkiet og de tidligere sovjetrepublikker |
| Gloucester                    | 1541     | –          | Gloucester          | |
| Guildford                     |          |            | Guildford           | |
| Hereford                      | 676      | 1535/1557  | Hereford            | |
| Leicester                     |          |            | Leicester           | |
| Lichfield                     | 656      | 1530'erne  | Lichfield           | |
| Lincoln                       | 634      | 1547       | Lincoln             | |
| Liverpool                     |          |            | Liverpool           | Der findes også et katolsk Liverpool ærkestift                                                                                  |
| London                        | 604      | 1559       | City of London      | |
| Manchester                    |          |            | Manchester          | |
| Newcastle                     |          |            | Newcastle upon Tyne | |
| Norwich                       | 640      | 1558       | Norwich             | |
| Oxford                        |          |            | Oxford              | |
| Peterborough                  |          |            | Peterborough        | |
| Portsmouth                    |          |            | Portsmouth          | |
| Ripon og Leeds                |          |            | Leeds               | udvidet med 2 nabostifter i 2014                                                                                                |
| Rochester                     | 604      | 1558       | Rochester           | |
| Saint Albans                  |          |            | St. Albans          | |
| Saint Edmundsbury and Ipswich |          |            | Bury St. Edmunds    | |
| Salisbury                     | 909      | 1557       | Salisbury           | |
| Sheffield                     |          |            | Sheffield           | |
| Sodor and Man                 |          |            | Douglas             | |
| Southwark                     |          |            | Southwark           | Der findes også et katolsk Southwark stift                                                                                      |
| Southwell and Nottingham      |          |            | Southwell           | |
| Truro                         |          |            | Truro               | |
| Wakefield                     |          |            | Wakefield           | nedlagt i 2014 |
| Winchester                    | 635      | 1560       | Winchester          | |
| Worcester                     | 680      | 1565       | Worcester           | |
| York                          | 631      | 1579       | York                | |

## Eksterne kilder og henvisninger
- Wikimedia Commons har flere filer relateret til Den engelske kirke
- Officiel hjemmeside Arkiveret 31. december 2007 hos  Wayback Machine